# Кастільйоне-Мессер-Марино
Кастільйоне-Мессер-Марино (італ. Castiglione Messer Marino) — муніципалітет в Італії, у регіоні Абруццо, провінція К'єті.
Кастільйоне-Мессер-Марино розташоване на відстані близько 165 км на схід від Рима, 105 км на південний схід від Л'Аквіли, 60 км на південний схід від К'єті.
Населення — 1819 осіб (2014).

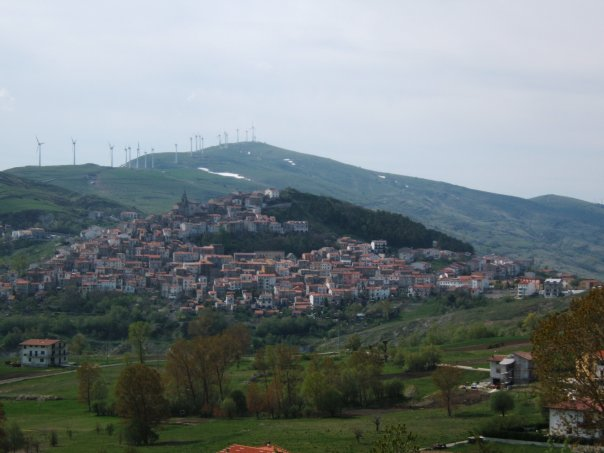

Щорічний фестиваль відбувається 11 вересня. Покровитель — San Raffaele.

## Демографія
Населення за роками:

Станом на 1 січня 2023 року в муніципалітеті офіційно проживало 12 іноземців з 7 країн, серед них 5 громадян країн Євросоюзу та 1 громадянин України.

## Сусідні муніципалітети
- Аньоне
- Бельмонте-дель-Санніо
- Карункьо
- Кастельгуїдоне
- Фраїне
- Монтаццолі
- Монтеферранте
- Роккаспінальветі
- Ройо-дель-Сангро
- Розелло
- Ск'яві-ді-Абруццо
- Торребруна